# Dimítrios Kamménos
Dimítrios Kamménos (en grec Δημήτριος Καμμένος) est un homme politique grec.

## Biographie
Aux élections législatives grecques de janvier 2015, il est élu député au Parlement grec sur la liste des Grecs indépendants dans la deuxième circonscription du Pirée.